# Valburga
Valburga este o localitate din comuna Medvode, Slovenia, cu o populație de 499 de locuitori.